# Castellar de la Frontera (kommunhuvudort)
Castellar de la Frontera är en kommunhuvudort i Spanien.   Den ligger i provinsen Provincia de Cádiz och regionen Andalusien, i den södra delen av landet, 500 km söder om huvudstaden Madrid. Castellar de la Frontera ligger 220 meter över havet och antalet invånare är 2 932.
Terrängen runt Castellar de la Frontera är kuperad åt nordväst, men åt sydost är den platt. Terrängen runt Castellar de la Frontera sluttar österut. Runt Castellar de la Frontera är det ganska tätbefolkat, med 93 invånare per kvadratkilometer. Närmaste större samhälle är La Línea de la Concepción, 19,1 km sydost om Castellar de la Frontera. 